# Politique étrangère de l'Éthiopie
Jusqu'au XIXe siècle, la politique étrangère de l'Éthiopie, comme de nombreux pays de l'Afrique subsaharienne, a été marquée par un relatif isolement par rapport à ses voisins. 
L'Éthiopie fait partie de plusieurs organisations internationales : ACP, AEIA, AID, BAD, BIRD, CEA, CIO, CNUCED, FAO, FISCR, FIDA, FMI, G-24, G-77, HCR, IGAD, Intelsat, Interpol, ISO, MICR, NAM, OACI, OIAC, OIM (observateur), OIT, OMI, OMM, OMPI, OMS, OMT, ONU, ONUDI, OUA, SFI, UIT, UNESCO, UNU, UPU. 

## Chronologie des relations
Les historiens font généralement remonter l'existence d'une politique étrangère moderne au règne de l'empereur Théodoros II dont la principale priorité était la sécurité des frontières traditionnelles du pays ainsi que la modernisation du pays grâce aux technologies venues d'Europe. Toutefois, les efforts diplomatiques de Théodoros se sont achevés dramatiquement par l’expédition militaire britannique de 1868 qui a abouti à sa mort. Malgré les efforts de son successeur, l'empereur Yohannès IV, pour établir des relations avec le Royaume-Uni, l'Éthiopie est restée ignorée des grandes puissances mondiales jusqu'à l'ouverture du canal de Suez (1869), et surtout la guerre Muhadiste (1881-1899) qui a attiré l'attention sur le pays.
Par la suite, ce sont également les questions relatives à la sécurité des frontières et à la modernisation qui ont été mises en avant, comme en témoignent l'issue de la première guerre italo-éthiopienne, l'admission de l'Éthiopie à la Société des Nations (28 septembre 1923) et l'invasion italienne de 1935. Depuis la Seconde Guerre mondiale, l'Éthiopie a joué un rôle actif dans le monde et dans les affaires africaines. Elle est devenue membre des Nations unies dès 1945 et prit part aux opérations de l'ONU en Corée en 1951 et au Congo en 1960. L'ancien empereur Hailé Sélassié est l'un des fondateurs de l'Organisation de l'unité africaine (OUA). Addis-Abeba est d'ailleurs le siège de l'OUA et de la Commission économique pour l'Afrique de l'ONU.
L'Éthiopie n'a plus d'accès à la mer depuis l'indépendance de l'Érythrée en 1993. Elle bénéficie les années suivantes d'un accès au port érythréen d'Assab, mais le perd lors du conflit entre les deux pays entre 1998 et 2000. L'Éthiopie dépend par la suite du port de Djibouti pour ses exportations et importations, avant de se rapprocher du Somaliland, territoire côtier séparatiste de la Somalie pour obtenir un accès à ses infrastructures portuaires.
Aujourd'hui, l'Éthiopie entretient de très bonnes relations avec l'Occident et les États-Unis, en particulier dans la réponse à l'instabilité régionale et, de plus en plus, par le biais de la participation économique. En revanche, les relations avec l'Érythrée restent extrêmement tendues en raison d'un différend frontalier persistant. De même, l'instabilité le long des frontières du Soudan et de la Somalie contribue aux tensions avec le régime du Front islamique national soudanais et plusieurs groupes en Somalie.
En 2022, l'Éthiopie adhère au G4 de l'Union africaine avec l'Afrique du Sud, l'Algérie, et le Nigeria.

## Relations avec les autres États africains

### Somalie
La majeure partie de la frontière qui sépare l'Éthiopie au sud de la Somalie est une ligne administrative provisoire et non une frontière internationale.
Depuis la guerre de l'Ogaden qui opposa les deux pays en 1977 et 1978 après l'invasion de l'Ogaden par les troupes somaliennes de Siad Barre, les conflits territoriaux continuent dans la région.
Fin décembre 2006, l'armée éthiopienne intervient contre les islamistes somaliens de l'Union des tribunaux islamiques qui avaient pris le pouvoir en juin soutenus et armés par l'Érythrée et qui doivent alors fuir Mogadiscio (voir Guerre en Somalie). L'Éthiopie prend ainsi le contrôle de la majeure partie du pays et le gouvernement de transition se déclare le gouvernement de facto du pays. Depuis 2007, une guérilla et des actes de terrorisme ont lieu contre le gouvernement de la Somalie et les forces éthiopiennes. L'Éthiopie mène un double jeu en soutenant officiellement le gouvernement de transition tout en s'alliant à des clans d'opposition au régime actuellement au pouvoir en Somalie. Ainsi, les sécessionnistes du Somaliland autorisent le commerce éthiopien à passer par leurs ports, donnant ainsi à l'Éthiopie un accès à la mer.
En janvier 2024, l'Éthiopie signe avec les autorités du Somaliland un accord leur donnant accès à 20 kilomètres de côte sur la mer Rouge, notamment dans le port de Berbera, pour une durée de 50 ans, en échange d'une reconnaissance officielle de l'indépendance de ce territoire par Addis Abeba. La Somalie rappelle son ambassadeur d'Éthiopie pour protester contre un nouvel accord entre le gouvernement éthiopien et le Somaliland offrant à Addis-Abeba un accès à la mer.
Un an plus tard, l'Éthiopie et la Somalie décident de rétablir pleinement leurs relations diplomatiques à l'issue d'une visite officielle samedi à Addis-Abeba du président somalien Hassan Sheikh Mohamoud.

### Érythrée
L'Érythrée est devenue indépendante de l'Éthiopie en 1993. Par la suite, des désaccords sur l'emplacement des frontières ont amené à la guerre Érythrée-Éthiopie (1998-2000) qui a débouché en 2002 sur la mise en place d'une commission frontalière. Pourtant, la détermination des limites frontalières n'a cessé d'être repoussée malgré la pression internationale. L'Éthiopie demande avec insistance que la frontière prenne en compte la « géographie humaine » et non les délimitations techniques définies par la Commission, notamment concernant la région frontalière de Badme. De son côté, l'Érythrée demande l'application stricte de la décision de la Commission. Malgré les tensions persistantes, la guerre n'a pas repris.
Le 20 juin 2018, l'Érythrée envoie une délégation en Éthiopie. Le 9 juillet, le président érythréen Isaias Afwerki et le premier ministre éthiopien Abiy Ahmed réunis à Asmara, ont conclu un accord de paix entre les deux pays. Ce traité de paix s'inscrit dans une volonté commune de développer leur économie. Deux ans plus tard, le président érythréen Isaias Afwerki prête main-forte à son homologue éthiopien lors de la guerre du Tigré, où les troupes érythréennes participent à la répression du soulèvement séparatiste de cette région éthiopienne. Ces dernière sont accusées d’exactions (massacres et viols), ce qui vaut au régime érythréen une nouvelle série de sanctions de la part des Occidentaux, alors même que le régime éthiopien d’Abiy Ahmed, prix Nobel de la paix pour avoir fait la paix avec son homologue érythréen, y échappe.

### Égypte
Entre l’Éthiopie et l’Égypte, les relations ont connu plusieurs pics de tension à propos de l'exploitation du Nil qui traverse ces deux pays.
En 1875, l'Égypte et l'Éthiopie se sont affrontées en partie à cause d'une controverse relative au Nil et en 1978, le président Anouar el-Sadate avait menacé son homologue éthiopien, le général Mengistu, de représailles s'il se mettait en tête de retenir une partie des eaux du fleuve.
Depuis le milieu des années 1990, les relations se sont dégradées à propos du grand barrage de la Renaissance. Ce projet est lancé en 1995 à l'initiative de l’Éthiopie pour développer l'agriculture irriguée et le potentiel hydroélectrique d'un pays. L'Égypte redoute qu'une redistribution des eaux du Nil ne la transforme à terme en désert.
Entre le début du chantier en 2011, et 2019, les négociations se succèdent sans permettre de résoudre les désaccords entre les pays. 
En mars 2021, depuis le Soudan où il est en visite, le président égyptien Abdel Fattah al-Sissi critique l’intention de l’Éthiopie de procéder à la seconde phase de remplissage du mégabarrage sur le Nil. En juillet 2023, le Premier ministre éthiopien, Abiy Ahmed se rend au Caire et rencontre le président égyptien, Abdel Fattah al-Sissi. Leur rencontre est axée sur la recherche d'une sortie de crise au Soudan, voisin des deux pays, en guerre civile depuis trois mois. 

### Kenya
Le Kenya partage avec l'Éthiopie située au nord, une frontière de 861 km.
Malgré cette proximité géographiques, le montant des échanges entre les deux États n'étaient que de 8 millions de dollars par an dans les années 2010.
Plusieurs partenariats ont été conclus ces dernières années pour renforcer leur coopération économique et leurs échanges commerciaux.
En août 2018, le chantier d'une interconnexion électrique entre le Kenya et l'Éthiopie est lancée, avec pour ambition d'être opérationnelle à la m-2019. Le transfert d'électricité permis par cette infrastructure pourrait atteindre 2 000 mégawatts.
En mars 2019, les chefs d'État des deux pays, Uhuru Kenyatta et Abiy Ahmed, se rencontrent en Éthiopie pour renforcer leur coopération économique, notamment en instaurant une zone de libre-échange à Moyale, ville située à la frontière entre les deux pays et sur la route reliant Nairobi à Addis- Abeba. Leurs discussions ont aussi porté sur le « Lamu Port Southern Sudan-Ethiopia Transport Corridor », mégaprojet comprenant le développement du port de Lamu, au Kenya. Avec le « Lapsset », cette future mégalopole constituerait également le point d'arrivée d'un pipeline de plus de 1 500 kilomètres, d'une autoroute et d'un chemin de fer qui partiraient du Soudan du Sud et d'Éthiopie. 

### Soudan
L'Éthiopie et le Soudan sont tous les deux membres d l'Union africaine et partagent une frontière d'environ 720 km située au sud-est du Soudan.

#### Conflits territoriaux
L'accord sur le tracé des frontières remonte à 1902 entre l'Éthiopie et la Grande-Bretagne, puissance coloniale qui contrôlait le Soudan. Mais des lacunes persistent sur certains points provoquant régulièrement des incidents avec des agriculteurs éthiopiens venant cultiver sur un territoire revendiqué par le Soudan. La zone contestée est le triangle d’Al-Fashaga, une zone de 250 km2, stratégique car fertile pour les deux pays très peuplés.

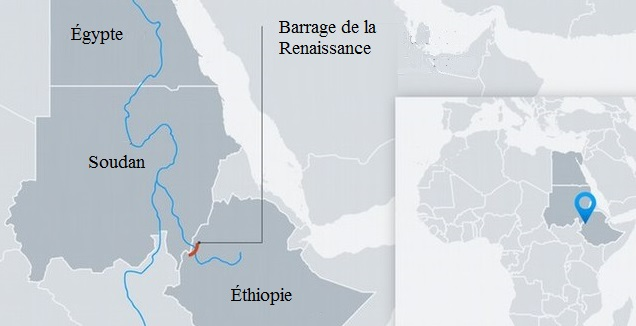
Localisation de l'Éthiopie du Soudan, et du barrage de la Renaissance sur le Nil Bleu. Le triangle d’Al-Fashaga est situé au nord de la ligne de frontière entre les deux pays.

Pendant l'essentiel de son mandat, le gouvernement d'Omar el-Béchir ne cherche pas à contrôler cette région, occupé par la seconde guerre civile soudanaise au sud du pays, tandis que l'Éthiopie soutient les rebelles du sud. La capitale éthiopienne Addis-Abeba est finalement le lieu de rencontre des belligérants du nord et du sud du Soudan pour assurer une séparation pacifique du Soudan en deux États, et assurer un partage équitable des ressources pétrolières du Sud. En 2019, la révolution soudanaise provoque un changement de régime et un revirement politique de la part du Soudan qui ambitionne de reprendre le triangle d’Al-Fashaga.
En novembre 2020, tandis que la guerre du Tigré éclate en Éthiopie, opposant le gouvernement d'Abiy Ahmed à la région séparatiste du Tigré, le gouvernement soudanais masse 6 000 soldats à la frontière, officiellement pour empêcher le conflit de déborder sur territoire. En effet, des fermes sont attaquées par combattants venus d'Éthiopie, dont l'identité est incertaine ; le gouvernement éthiopien les désigne comme des bandits, alors que son homologue soudanais les accuse d'être des miliciens pro-gouvernementaux. De son côté, l'armée soudanaise multiplie les incursions, profitant de la guerre civile éthiopienne pour prendre le contrôle du territoire disputé entre les deux États. Les jours suivants, l’offensive soudanaise se heurte à une résistance de l'Éthiopie, dont l'armée remporte une victoire rapide sur le front du Tigré (avant d'être repoussée quelques semaines plus tard), tandis que 50 000 Éthiopiens déplacés par le conflit se réfugient au Soudan.
En décembre 2020, quatre soldats soudanais sont tués dans une embuscade éthiopienne provoquant l'envoi par le Soudan d'importants renforts à la frontière, mais l'Éthiopie minore l'importance de l'incident rejetant la faute sur des milices éthiopiennes non identifiées, et affirme qu'il ne menace pas les relations entre les deux pays. Un cycle de discussions sur le tracé des frontières a lieu à Khartoum les 22 et 23 décembre entre les délégations des deux pays, menées du côté éthiopien par le vice-premier ministre et ministre des affaires étrangères Demeke Mekonnen et du côté soudanais par le ministre chargé du cabinet Omar Manis. Mais les délégations se séparent sans accord sur le tracé de la frontière, tout en qualifiant les discussions d'amicales, remettent des rapports à leurs dirigeants et planifient une future réunion à Addis-Abeba. Les années suivantes, des combats sporadiques reprennent par intermittence le long de la frontière en,tre les deux pays, mais le dialogue continu entre leurs diplomates et la médiation de l'Union africaine permet à ces tensions de retomber rapidement.

#### Enjeu du barrage éthiopien de la Renaissance
L'attitude du Soudan concernant le chantier du barrage éthiopien de la « Renaissance » sur le Nil bleu est ambivalente, le gouvernement soudanais étant tiraillé entre son amitié pour l'Égypte très hostile à ce projet, et l'opportunité d'importer de l'électricité à bas prix.
Alors que le Soudan d'Omar el-Béchir soutenait ce projet de barrage de la Renaissance, Khartoum change de ton en 2020, en se rapprochant de la position égyptienne. Celle-ci refuse la deuxième étape de remplissage, prévue pour juillet 2021, sans accord contraignant sur la répartition des eaux du Nil. Mais en août 2021, le ministre soudanais de l'énergie Jaden Ali Obeid déclare que le Soudan est en discussion avec l'Éthiopie pour l'achat de 1 000 mégawatts d'électricité. Avant cette date, le Soudan importait déjà d'Éthiopie environ 10 % de ses besoins en électricité.
En janvier 2022, Mohamed Hamdan Dogolo, le numéro deux du pouvoir militaire au Soudan, se rend en Éthiopie pour évoquer leurs différents frontalier et le barrage. Le mois suivant, le Soudan condamne le lancement par l'Éthiopie de la production d’électricité avec le barrage de la Renaissance dénonçant une décision « unilatérale » éthiopienne. En janvier 2023, le Premier ministre éthiopien Abiy Ahmed se rend pour une journée à Khartoum. marquant la première visite du chef du gouvernement chez son voisin depuis août 2020, et rencontre le général Al Burhan, qui déclare que les deux chefs d'État sont « d’accord sur tous les points concernant le barrage de la Renaissance ».

#### Conflit soudanais de 2023
Pendant le conflit soudanais de 2023, le personnel des ambassades à Khartoum de France, d'Italie, des États-Unis et du Royaume-Uni sont évacués vers Addis-Abeba, d'où ces derniers poursuivent leurs fonctions d'ambassadeurs au Soudan. L’opposition civile soudanaise se réunit par ailleurs régulièrement dans la capitale éthiopienne.

## Relations avec les pays européens

### Relations avec la Russie
Bien qu'étant membre du Mouvement des non-alignés, après la révolution de 1974, l'Éthiopie a développé des relations étroites avec l'Union soviétique et ses alliés, dont elle a d'ailleurs soutenu la politique et les prises de positions jusqu'au changement de gouvernement en 1991.
En 2021, la Russie est le premier fournisseur de l’armée éthiopienne, face aux sanctions américaines en raison de la crise du Tigré qui suivent les pressions de l’administration de Donald Trump dans la crise diplomatique du barrage de la Renaissance.

## Relations avec l'Asie

### Relations avec Israël
Une importante communauté juive éthiopienne d'environ 150 000 individus réside en Israël, à la suite d'importantes migrations via le Soudan encadrées par l'armée israélienne dans les années 1980, l'opération Moïse. Victimes de racisme, discrimination et violences policières, cette minorité a été au cœur d'importantes manifestations pendant les étés 2015 et 2019.

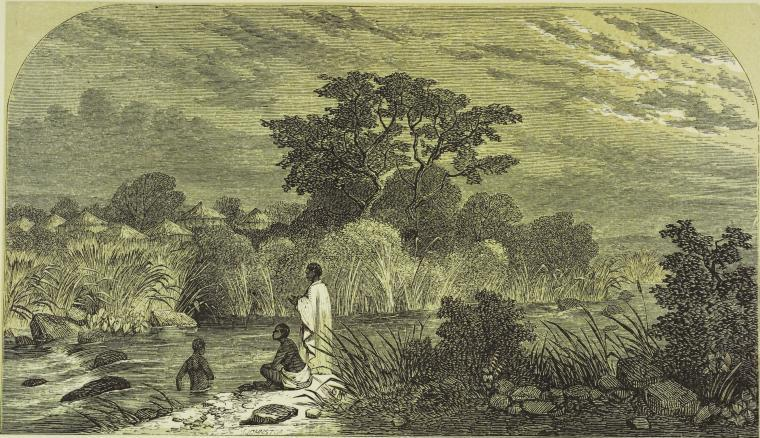
Beta Israel, Juifs éthiopiens.

En 2016, le Premier ministre israélien Benjamin Netanyahu effectue la première visite d’un chef de gouvernement israélien en Éthiopie.
Début septembre 2019, le Premier ministre éthiopien Abiy Ahmed se rend à Jérusalem et rencontre son homologue Benjamin Netanyahu, pour une visite axée sur le renforcement des liens économiques bilatéraux.
En juin 2020, Pnina Tamano-Shata, israélienne d'origine éthiopienne, est nommée ministre de l'Aliyah et de l'Intégration, devenant la première personne d'originaire africaine à occuper un poste gouvernemental en Israël.

### Relations avec le Qatar
Le 21 avril 2008, l'Éthiopie a annoncé la rupture de ses relations diplomatiques avec le Qatar. Le Ministère éthiopien des Affaires étrangères a déclaré que cet émirat déstabilisait la Corne de l'Afrique à travers son soutien à des groupes terroristes régionaux.

## Représentation internationale
- Représentation de l'Éthiopie dans le monde
- Représentations étrangères en Éthiopie